# Kerema
Kerema è una cittadina della Papua Nuova Guinea e capoluogo della Provincia del Golfo. Situata a 6 metri s.l.m conta 5 116 abitanti.